# Карагандинский симфонический оркестр
Карагандинский симфонический оркестр — симфонический оркестр при Карагандинской государственной филармонии. Организован в 1983 (по другим данным, в 1984) году выпускниками Алматинской Государственной консерватории им. Курмангазы. Первый дирижёр и организатор оркестра — народный артист Казахстана (1995) Т. Абдрашев. Оркестром руководили В. Норец (с 1986), дипломант Всесоюзного и Всероссийского конкурсов П. А. Грибанов, заслуженный деятель искусств Казахстана К. Ахметов (1998). Совместно с оркестром выступали известные музыканты Л. Власенко, Э. Грач, В. Пикайзен, Г. Мурзабекова, Н. Усенбаева, А. Агади, Ю. Клушкин, Д. Баспакова. В репертуаре оркестра музыка казахских композиторов (Е. Рахмадиева, Г. Жубановой, Б. Жуманиязова, Н. Мендигалиева, Т. Кажгалиева, С. Мухамеджанова и др.), русских и мировых классиков.
Художественный руководитель и дирижёр — Пётр Алексеевич Грибанов, концертмейстер — Татьяна Передеро.